# Euphranta
Euphranta is een geslacht van insecten uit de familie van de Boorvliegen (Tephritidae), die tot de orde tweevleugeligen (Diptera) behoort.

## Soorten
Deze lijst is mogelijk niet compleet.
- E. canadensis (Loew, 1873)
- E. connexa: Witte engbloemboorvlieg (Fabricius, 1794)
- E. toxoneura: Wilgengalboorvlieg (Loew, 1846)